# Le Breuil (Saona e Loira)
Le Breuil è un comune francese di 3 693 abitanti situato nel dipartimento della Saona e Loira nella regione della Borgogna-Franca Contea.

## Società

### Evoluzione demografica
Abitanti censiti